# Duncan Armstrong
Duncan John D'Arcy Armstrong (Brisbane, 7 april 1968) is een voormalig topzwemmer uit Australië, die de gouden medaille won op de 200 meter vrije slag bij de Olympische Spelen van 1988 in Seoel, Zuid-Korea. Zijn winnende tijd (1.47,25) betekende een verbetering van het ruim vier jaar oude wereld- en olympische record (1.47,44) van titelverdediger Michael Groß uit West-Duitsland.
Bij datzelfde toernooi veroverde Armstrong eveneens de zilveren medaille op de 200 meter vrije slag, nadat hij twee jaar eerder al tweevoudig kampioen (200 en 400 vrij) was geworden bij de Gemenebestspelen. Dat jaar won hij ook de titel Australische jongere van het jaar.
Niet lang na de Olympische Spelen van 1992 in Barcelona nam Armstrong afscheid van de zwemsport. Hij begon toen als televisiecommentator voor onder meer Channel Seven.
1900: Frederick Lane ·
1968: Mike Wenden ·
1972: Mark Spitz ·
1976: Bruce Furniss ·
1980: Sergej Kopljakov ·
1984: Michael Groß ·
1988: Duncan Armstrong ·
1992: Jevgeni Sadovy ·
1996: Danyon Loader ·
2000: Pieter van den Hoogenband ·
2004: Ian Thorpe ·
2008: Michael Phelps ·
2012: Yannick Agnel ·
2016: Sun Yang  ·
2020: Thomas Dean ·
2024: David Popovici